# Chalcedectus

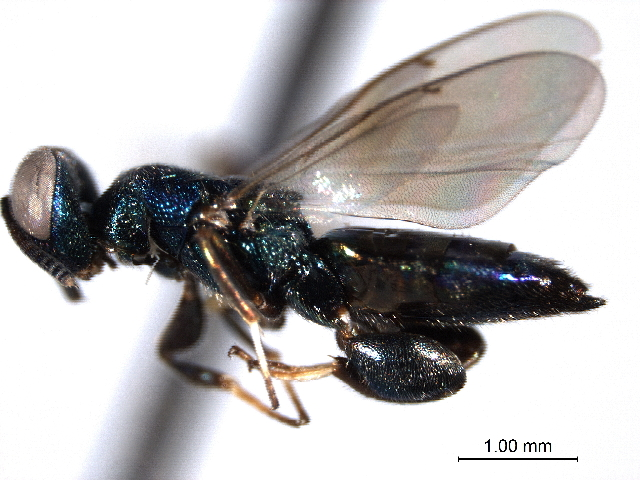
Chalcedectus hyalinipennis ♀

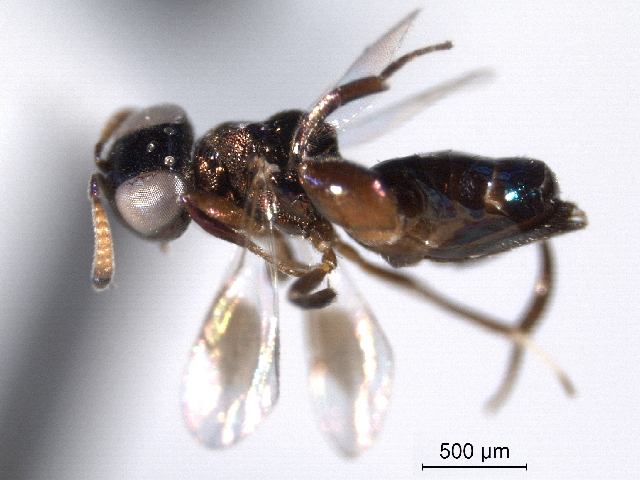
Chalcedectus maculipennis ♀

Chalcedectus ist die einzige Gattung der Hautflüglerfamilie Chalcedectidae. Die Gattung wurde 1852 von dem britischen Entomologen Francis Walker erstbeschrieben. Die Typusart ist Chalcedectus maculicornis Walker, 1852. Die Unterfamilie Chalcedectinae wurde 1904 von dem US-amerikanischen Entomologen William Harris Ashmead eingeführt. Burks et al. (2022) führten aufgrund molekularbiologischer und morphologischer Studienergebnisse eine Revision der Pteromalidae durch, in deren Rahmen die Unterfamilie Chalcedectinae aus der Familie Pteromalidae ausgegliedert wurde und in den Rang einer Familie erhoben wurde.

## Merkmale
Burks et al. (2022) beschreiben die Familie Chalcedectidae anhand folgender morphologischer Eigenschaften. Die Fühler besitzen 11 Geißelglieder, darunter drei Keulenglieder (Clavomere). Die Keule der Weibchen besitzt einen apikalen Grat. Die Augen sind ventral divergierend. Das Labrum ist hervorstehend und sklerotisiert. Die Mandibeln besitzen 3 Zähne. Die subforaminale Brücke mit einer postgenalen Brücke befindet sich dorsal zum Hypostoma. Sie besitzt eine konvergente hypostomalen Carina (Kiel), jedoch keine postgenale Rille oder postgenale Lamina. Der Präpectus besitzt einen dorsalen Rand, der mindestens so lang wie die Tegula ist. Die Notauli sind vollständig. Die Tegula bedeckt nicht den Großteil der humeralen Platte. Der frenale Bereich des Mesoscutellum ist variabel und kann auch fehlen. Der mesopleurale Bereich ist ohne erweitertem Acropleuron. Das Mesepimeron reicht nicht über den Vorderrand des Metapleurons. Alle Beine weisen 5 Tarsenglieder auf. Der protibiale Sporn ist kräftig und gebogen. Der basitarsale Kamm ist längs gerichtet. Die Metafemora weist ventrale Zähne auf. Die metatibialen Sporne gehen von einer ventroapikalen Vorsprung hervor, oder sie fehlen. Das Metasoma ist mit Syntergum und daher ohne Epipygium (Subgenitalplatte).

## Lebensweise
Die Vertreter der Gattung Chalcedectus sind parasitische Hautflügler. Zu den Wirten gehören holzbohrende Käfer, darunter Bockkäfer, Bohrkäfer, Borkenkäfer und Prachtkäfer, aber auch Gallwespen.

## Innere Systematik
Der Gattung Chalcedectus sind folgende Arten zugeordnet:
- Chalcedectus annulicornis (Cameron, 1884)
- Chalcedectus annulipes Ashmead, 1904
- Chalcedectus balachowskyi Steffan, 1968
- Chalcedectus busckii (Ashmead, 1900)
- Chalcedectus caelatus (Grissell, 1991)
- Chalcedectus cuprescens (Westwood, 1874)
- Chalcedectus guaraniticus (Strand, 1911)
- Chalcedectus histrionicus (Westwood, 1874)
- Chalcedectus hyalinipennis (Ashmead, 1896)
- Chalcedectus lanei De Santis, 1970
- Chalcedectus maculicornis Walker, 1852
- Chalcedectus maculipennis (Ashmead, 1896)
- Chalcedectus meteorus (Girault, 1927)
- Chalcedectus poeta (Girault, 1927)
- Chalcedectus regalis (Westwood, 1874)
- Chalcedectus sedecimdentatus (Westwood, 1874)
- Chalcedectus septemdentatus (Westwood, 1874)
- Chalcedectus sinaiticus (Masi, 1936)
- Chalcedectus superbus (De Santis, 1977)
- Chalcedectus texanus Brues, 1907